# Google LLC
A Google (NASDAQ: GOOG) amerikai, tőzsdén bejegyzett részvénytársaság, amit eredetileg zártkörűen működő társaságként alapítottak 1998-ban, és aminek a nevéhez fűződik a Google keresőmotor kifejlesztése és üzemeltetése. A Google központja a „Googleplexben” található, Kalifornia államban, Mountain View-ban. 2023. januári adatok alapján 178 234 alkalmazottjuk van. Eric E. Schmidt, a Novell volt elnök-vezérigazgatója lett a cég második vezérigazgatója, miután az egyik alapító, Larry Page távozott a posztról. A cég weboldala szerint „a Google küldetése a világ összes információjának rendezése, univerzálisan elérhetővé és hasznosíthatóvá tétele”.
A Google üzletpolitikája időről időre vitákat ébreszt. Szerzői jogi viták kísérik a könyvdigitalizáló projekt működését, a kapott találatok például Franciaországban, Németországban, ill. Kínában folytatott cenzúrázása szintén megosztja a cég közönségét. A Google Föld megkönnyíti az egyébként más forrásokból is elérhető műholdas képek felhasználását, ebben pedig a kormányok és hadseregek nemzetbiztonsági kockázatot látnak. 2013-ban kiderült, hogy a vállalat által a világ minden tájáról összegyűjtött és tárolt adatokhoz teljes és alig kontrollált hozzáférése van az NSA-nak.

## Neve
A cég és a keresőprogram neve a googol (=10100) számra utal. Larry Page és Sergey Brin alapítók, miközben nevet kerestek programjuknak, rátaláltak egy nagy számokat tartalmazó listára. Erről választották a „google” nevet; a kérdéses szám helyesen írt alakja „googol”.

## Története
A Google pályafutása egy kutatási témaként indult. 1996-ban két, a Stanford Egyetemen tanuló PhD-s diák, Larry Page és Sergey Brin kifejlesztett egy elméletet, miszerint egy olyan keresőrendszer, amely a weblapok közti kapcsolatok matematikai analízisén alapul, jobb eredményekkel szolgálhat, mint a hagyományos társai. A rendszer beceneve eredetileg BackRub volt, mivel az egy oldalra mutató linkek számából következtetett egy weblap fontosságára. Egy Rankdex nevű keresőrendszer ekkor már működött hasonló stratégiával.
Mivel Page és Brin meg volt győződve afelől, hogy a keresés szempontjából leginkább relevánsak csak azok az oldalak lehetnek, amelyekre más, ugyancsak elég fontos weblapokról juthatunk el, elhatározták, hogy letesztelik tézisüket, így lerakták a keresőrendszer alapjait.
Eredetileg a Stanford Egyetem honlapját használták a google.stanford.edu doménnévvel. A google.com címet 1997. szeptember 15-én védették le. 1998. szeptember 4-én bejegyezték a vállalatukat, a Google Inc.-t az egyik barátjuk kaliforniai garázsában (Menlo Park). A teljes kezdőtőke mintegy 1,1 millió dollárt tett ki, beleértve egy csekket Andy Bechtolsheimtől, a Sun Microsystems egyik alapítójától. 1999 februárjában átköltöztek egy Palo Altó-i irodaházba.
A Google az egyszerű kezelhetőség és a releváns keresési eredmények hatására rengeteg felhasználó tetszését nyerte el. A kulcsszavak alapján történő hirdetések szintén szövegalapúak, így a felhasználók még könnyebben megtalálhatják amit keresnek, sebességcsökkenés nélkül. A kulcsszavas hirdetések koncepcióját az Overture (korábban Goto.com) dolgozta ki, ezután kezdett a Google profitot termelni.
2001 szeptemberében a Google besoroló mechanizmusa (PageRank) szabadalom lett, melynek tulajdonosa a Leland Stanford Egyetem, feltalálója pedig Lawrence Page.
Miután kinőtték az irodaházat, 2003-ban a mostani székhelyükre, a kaliforniai Mountain View-ba költöztek. Az épületkomplexumot Googleplex néven emlegetik.
2004 elején a Google 80%-kal részesedett az összes internetes keresésből honlapja és partnerei (AOL, CNN, Yahoo!) révén. Februárban a Yahoo! megszakította az együttműködést és a Google veszített piaci részesedéséből.
2004-től a New York-i elektronikus tőzsdén (NASDAQ) is jegyzik a Google részvényeit.

### Ismeretségi hálózatok

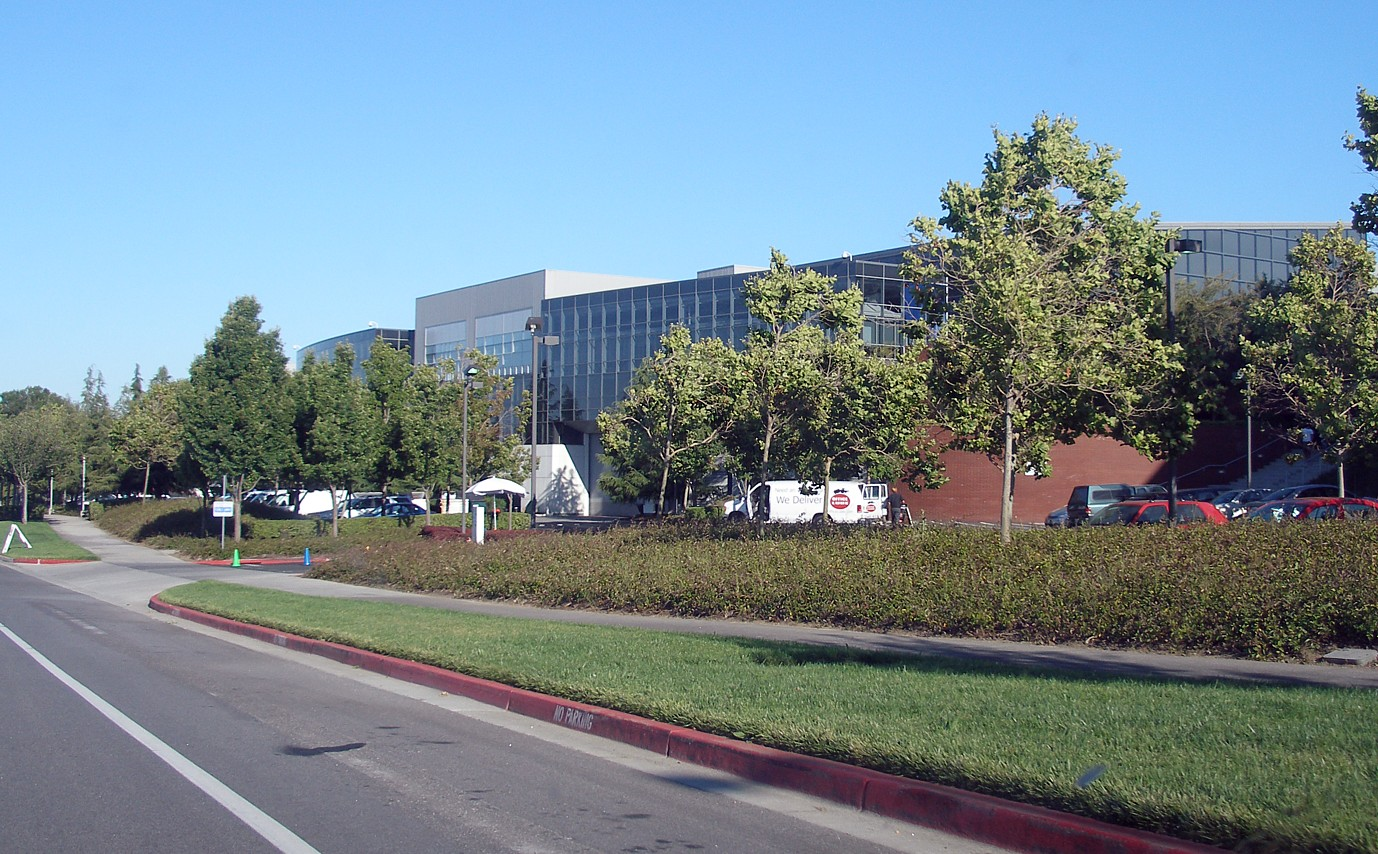
A Googleplex, a Google központja a kaliforniai Mountain View-ban

A Google hosszú ideje próbálkozott betörni az ismeretségi hálózatok piacára. 2003-ban a cég megpróbálta felvásárolni a legkorábbi ismeretségi hálózatok közé tartozó Friendstert, de kikosarazták. Ezután saját berkeikben próbálták megoldani a feladatot. Ez a 2004 januárjában elindított Orkut projekthez vezetett. Az induláskor gyorsan növekedő hálózat a lassú felület és az elhanyagolt fejlesztések miatt az USA-ban és a legtöbb országban visszaszorult, csak Indiában és Brazíliában maradt jelentős részesedése. Ezután a cég a korábbi elnök-vezérigazgató, Eric E. Schmidt bevallása szerint hosszú ideig nem fordított kellő figyelmet az ismeretségi hálózatokra, a Facebook így a legnépszerűbb hálózattá nőtte ki magát mellettük.
A hibákat felismerve a Google felvásárlásokat eszközölt: megvette a Dodgeball start-up céget, amiből a Google Latitude lett, a Zingku mobilos ismeretségi hálózatot, az ismerősi háló segítségével kereső Aardvark szolgáltatást, a képmegosztással és kisalkalmazások (pl. FunWall, SuperPoke!) fejlesztésével foglalkozó Slide, Inc.-t, az Angstro aggregátor-oldalt és számos más projektet. 2007-ben elindították a felhasználók személyes adatait kezelő Google Profilok (Google Profiles) projektet. A személyes profiltól az ismeretségi hálózatokig tartó fejlődés köztes eredményei a Google Buzz és a YouTube, amik az ismerősöknek történő videomegosztás és a mikroblogging viszonylag szűk niche-ét foglalták el. A mikroblogolás területét erősítendő a Google ajánlatot tett a népszerű Twitter megvásárlására, de nem sikerült nyélbe ütni az üzletet. 2010 őszén felröppent a pletyka, hogy a Google új ismeretségi hálózatot fejleszt Google Me néven, ami még abban az évben meg is jelenik – de a belsős információk tévesnek bizonyultak. 2011 januárjában bejelentették, hogy Eric Schmidt leköszön, és áprilistól újra Larry Page irányítja a vállalatot. Page azonnal megkezdte a Google átszervezését, a dolgozók 25%-os éves bónuszát pedig a szociális hálózatok terén elért sikerüktől tette függővé. 2011 tavaszán a Google Profilok nagyobb átalakítása kezdődött meg, szorosabban integrálták a Buzz és Picasa Web Albums szolgáltatásokkal.
Ugyanekkor jelentek meg az első híradások a Google+-ról, amiről annyit lehetett csak tudni, hogy a keresőóriás ismeretségi hálózatot fejleszt Google Circles néven, de a Google gyorsan cáfolta az értesülést. 2011. június 28-án indította el a cég Google+ néven a várt ismeretségi hálózatot, amelynek a Google Circles egy lényeges komponense lett. Indítása óta a HTML5-alapú szolgáltatásra korlátozottan, meghívóval lehet regisztrálni.

## Növekedés
A Google legfontosabb piaca az interneten van, de a cég elkezdett tapasztalatokat gyűjteni a rádiózás és a nyomtatott sajtó területén is. 2006. január 17-én a vállalat bejelentette, hogy megvásárolta a dMarc céget, mely vállalkozások számára kínál egy rádión hirdetéseket lehetővé tevő automatikus rendszert. Ez a Google számára lehetővé teszi két reklámpiaci rés, az internet és a rádió kombinálását. A cég továbbá reklámokat ad el a nyomtatott sajtóban, ezt a Chicago Sun-Timesban kezdte el. Az eddig házon belüli hirdetésekkel kitöltött eladatlan részeket értékesítették.
2006. március 30-án a Google az S&P 500-as index része lett.

## Platform
A Google szolgáltatásai szervercsoportokon futnak, melyek a Linux egyszerű verzióit alkalmazó olcsó gépek ezreiből állnak. 2006-os becslés szerint világszerte mintegy 450 000 darabról van szó.

## Adózás
A Google sok más technológiai céghez hasonlóan alig fizet adót. 2011-ben az Európából származó összes bevétele után átlagosan csak 3,2% adót fizetett, míg az európai cégeket átlagosan 26–34% adóteher sújtja.
- Az „adóoptimalizálás” egyik módja, hogy fizikailag nincs is jelen a cég egy országban.
- Ha jelen van, akkor is a bevételek a regionális központban jelennek meg, ami a legkisebb adókulcsú ország. Európában ez Írország, ahol csak 12,5%-os a társasági adókulcs. Az ír központ akkora technológia-licencdíjról készít számlát minden országba, amekkora ott a bevétel volt.
- Az ír kirendeltség egy karibi adóparadicsomban, Bermudán van bejegyezve, és a két ország törvényei alapján a karibi ország szabályai szerint fizet adót. A Google teljes éves adózatlan nyereségének 80%-át átfolyatja Bermudán, így fizetendő adójának kb. felétől mentesül.
- Mivel a cég központja az Egyesült Államokban van, ezért az osztalékot ott kell fizetni, viszont amikor hazautalja a pénzt a vállalat, akkor az USA-ban adózni kellene utána. Ezért ebből a pénzből főleg a terjeszkedést, a drága nemzetközi befektetéseket, külföldi vállalatfelvásárlásokat finanszírozzák.

## Lásd még
- PageRank
- Keress!
- Google Lunar X Prize
- A Google szolgáltatásainak listája
- Google Code Jam